# アルトリップ
アルトリップ (独: Altrip)はドイツ連邦共和国 ラインラント＝プファルツ州ライン＝プファルツ郡にある、連合自治体に属してはいない町村。
ライン川の岸辺に面し、ルートヴィヒスハーフェン・アム・ラインの南東約7kmに位置する。

## 姉妹都市
アルトリップは以下の都市と姉妹都市である。
- プティ＝レデルシャン (Petit-Réderching)（フランス ）
- ヴィーエ (Wiehe)（テューリンゲン州 ）